# Markovci község
Markovci község (szlovén nyelven Občina Markovci) Szlovénia 212 alapfokú közigazgatási egységének, azaz községének egyike a Podravska statisztikai régióban. Adminisztratív központja Marokrét (Markovci) város. Markovci 1998-ban vált községgé.

## A községhez tartozó települések
A községhez Marokrét székhelyen kívül a következő települések tartoznak:
- Borovci
- Bukovci
- Nova Vas pri Markovcih
- Prvenci
- Sobetinci
- Stojnci
- Strelci
- Zabovci

## Népesség
| Lakosok száma | 3984 | 3974 | 3979 | 4006 | 4047 | 3997 | 4030 | 4030 | 4000 | 4019 |
|               | 2008 | 2009 | 2011 | 2012 | 2013 | 2015 | 2016 | 2017 | 2019 | 2020 |